# Drużnaja Gorka
Drużnaja Gorka – osiedle typu miejskiego w Rosji, w obwodzie leningradzkim. W 2010 roku liczyło 3463 mieszkańców.